# Hervé Ayemené
Biographie de Ayemené Hervé Maxime
Écrivain ivoirien, promoteur bénévole du livre et de la lecture, AYEMENE Hervé Maxime (dont le nom d’auteur est Hervé AYEMENE) est avant tout ingénieur informaticien de formation, en fonction dans une collectivité territoriale de Côte d’Ivoire, le Conseil Régional des Grands Ponts.
Il a comme centres d’intérêt : la croyance en Dieu, la littérature, le numérique, l’entrepreneuriat, le leadership et le sport.
Très actif au sein de l’Association des écrivains de Côte d’Ivoire (AECI), il en est l’actuel Vice-président chargé du partenariat et des relations avec les institutions culturelles, après avoir occupé le poste de Secrétaire général (2016-2019), puis celui de Vice-président chargé des projets (2019-2022).
Féru d’échanges et de partages, il est à l’origine du concept Promolivre qui, depuis 2024, permet à ses équipes et lui de soutenir de nombreuses initiatives littéraires de membres et partenaires de l’AECI.
Par ailleurs, il a contribué et continue de contribuer à l’installation de plusieurs clubs de lecture à travers la Côte d’Ivoire.
En début d’année 2025, il a été président du comité d’organisation des toutes premières assises de l’AECI, dont le but était de trouver des solutions aux préoccupations majeures des écrivains ivoiriens.
Bibliographie :
- Quand un choix s’impose, roman, Éditions LEN, 2015

- Dans l’espoir d’une gestion efficace des projets, ouvrage thématique sur la gestion de projets, Éditions LEN, 2017

- Vous en lirez des nouvelles, recueil de nouvelles, Branian Éditions, 2021

- Rires et sourires d’Ivoire, recueil de blagues à la sauce ivoirienne, Éditions Edix, 2025

Sources:
https://www.amazon.fr/Quand-choix-simpose-Herv%C3%A9-Ayemene/dp/2312024861
https://ici1fo.com/2024/04/29/cote-divoire-le-livre-a-la-rencontre-des-populations-de-gbeke-grace-a-laeci/
https://projetivoire.wordpress.com/2024/09/05/invite-a-une-emission-tele-pour-evoquer-des-challenges-auxquels-sont-confrontes-des-ecrivains-en-cote-divoire/